# Jean Luglien de Jouenne d'Esgrigny
Jean Luglien de Jouenne, comte d'Esgrigny, né en 1807 à Compiègne et mort en 1888 au Pouliguen, est un aristocrate français.

## Biographie
Jean Luglien de Jouenne, comte d'Esgrigny naît à Compiègne en 1807 de François René Jean de Jouenne d'Esgrigny et de  Marie Thérèse Luglienne de Montguiot, dame de Cambronne.
Il est le frère de Louis François (1801-) et de François Luglien (1803-1889), colonel d'infanterie.
Fortuné, cultivé, il soutient les thèses ultramontaines. Il collabore à divers revues dont Mélanges occitaniques, revue régionaliste et royaliste légitimiste bimensuelle d'expression française et occitane et est l’un des premiers actionnaires du Correspondant.
Il se lie d’amitié avec Lamartine et Louis Veuillot dit de lui :

« d’Esgrigny, l’homme du monde, fait pour les salons, aimant la vie élégante, remplissait avec scrupules ses devoirds de sociétés, et malgré son goût très vif pour les choses intellectuelles et son dévouement aux œuvres religieuses, ne paraissait leur donner qu’une petite part de son temps […] »

— Louis Veuillot, « Éloge du comte d’Esgrigny », L’Univers,‎ 7 novembre 1888.
Il épouse Jeanne Arthémise Louise Milleret (1824-1879) en 1840, fille de Louis François Milleret, maître de poste de Péronne, maire d'Omiécourt, qui donne naissance à Louise Luglienne Jeanne (1845-1905), épouse de Raoul de La Bourdonnaye, et à René. La santé fragile de ce dernier explique les visites régulières puis l’implantation de la famille d'Esgrigny au bord de la mer au Pouliguen dès 1853.
La villa familiale pouliguennaise accueille entre autres les Veuillot, Melchior du Lac, les Radziwill et les de La Bourdonnaye, Alfred de Courcy, le nonce apostolique à Paris Flavio Chigi, Henri Sauvé ou encore Charles Freppel.
Il est élu maire du Pouliguen le 11 mai 1871 par 7 voix contre 3 à Jules Benoît, qu'il avait aidé à obtenir en 1854, l’érection du Pouliguen en commune. Il est battu par ce dernier en 1878. En mai 1888, il est réélu maire du Pouliguen, poste dont il démissionne un mois plus tard pour raisons de santé. Il meurt cette même année au Pouliguen.